# Chrosioderma mahavelona
Chrosioderma mahavelona là một loài nhện trong họ Sparassidae.
Loài này thuộc chi Chrosioderma. Chrosioderma mahavelona được miêu tả năm 2005 bởi Silva.